# Андриасов, Михаил Андреевич
Михаи́л Андре́евич Андриа́сов (1914 — 1984) — русский советский писатель, публицист и прозаик, журналист, фронтовой корреспондент.

## Биография
Родился 19 июля (1 августа) 1914 года в Миллерово (ныне Ростовская область) в армянской семье.
Очень рано начал писать и, главное, печататься: в 1925 году его заметки опубликовала газета «Ленинские внучата». В 1932 году, когда ему исполнилось 18 лет, Андриасов профессионально занялся журналистикой, сотрудничая в газетах «Большевистская смена», «Молот», «Красный кавалерист», «Красная звезда», а уже в следующем году его принимают в штат центральной газеты «За индустриализацию» — корреспондентом по Азово-Черноморскому краю.
В 1936 году Андриасов был призван в ряды РККА, и после окончания службы вновь работает в печати.
Во время Великой Отечественной войны Андриасов — специальный корреспондент фронтовой газеты «Боец РККА», затем «Комсомольской правды», старший лейтенант. Участвовал в боях на Закавказском, Северо-Кавказском, 2-м Белорусском фронтах, в Отдельной Приморской армии. В 1944 году получил тяжёлое ранение.
После войны был старшим литературным сотрудником газеты ОдВО «Защитник родины». В 1945 году принят кандидатом в члены ВКП(б).
В 1947 году вышла ставшая очень известной и затем многократно переиздававшаяся повесть Андриасова «Шесть дней» — о героическом батальоне Г. К. Мадояна. Затем выходят его, в основном очерковые, книги «Автомат Юры Тарасова», «Господствующая высота», «Легенда о золотом коне», «Придонская быль», «Сын солдата», «Племя отважных», «Штурм ледяного вала», «На донской земле», «Атоммаш зовет», «Молодость наша опаленная».
В 1958 году Андриасов был принят в СП СССР.
С 1969 по 1984 год писатель проживал в Ростове-на-Дону в трехкомнатной квартире № 27  на четвертом этаже дома 53/55 по Университетскому переулку. Окна его квартиры выходили на Университетский переулок. К настоящему времени сохранился мемориальный облик кабинета писателя. В 1988 году на здании была установлена мемориальная доска с надписью: «В этом доме с 1969 по 1984 г. жил и работал писатель Михаил Андреевич Андриасов (1914 - 1984)». Позднее над мемориальной доской был установлен барельеф писателя.
Умер 25 апреля 1984 года. Похоронен в Ростове-на-Дону на Северном кладбище.

## Награды и премии
- орден «Знак Почёта» (22.8.1974)
- медаль «За отвагу» (6.11.1947; был представлен к ордену Отечественной войны II степени[5])
- медаль «За оборону Кавказа»[5]
- медаль «За победу над Германией в Великой Отечественной войне 1941-1945 гг.»[5]
- другие медали
- премия журнала «Огонёк» (1971)

## Книги
- Фёдор Токарев / М. Андриасов, В. Ватин. — Ростов н/Д.: Ростиздат, 1941. — 63 с. — 5000 экз.
- Сын Зангезура. — Ереван: Армгиз, 1943. — 23 с. — 5000 экз.
- Шесть дней: [Документальная повесть о стрелковом батальоне Г. Мадояна]. — Ростов н/Д.: Ростиздат, 1947. — 120 с.
- Вешенские были : [о М. А. Шолохове]. — М.: Современник, 1975. — 191 с. — 10 000 экз.